# Thomas Ligotti
Thomas Ligotti (Detroit, 9 luglio 1953) è uno scrittore e saggista statunitense di letteratura horror contemporanea.

## Biografia
Nato e cresciuto a Detroit, nel Michigan, da una famiglia di origini per tre quarti italiane e per un quarto polacche, si laurea in lingua e letteratura inglese nel 1977 presso la Wayne State University. Negli anni dell'adolescenza si appassiona alla letteratura weird e ad autori quali Thomas Bernhard, William S. Burroughs, Emil Cioran, Vladimir Nabokov, Edgar Allan Poe, Arthur Machen, H.P. Lovecraft, Giacomo Leopardi, Samuel Beckett, Franz Kafka e Bruno Schulz, che lo ispirano ad iniziare a scrivere mentre è ancora al college. Fra gli altri scrittori che hanno esercitato influenza su di lui, Ligotti ha citato Algernon Blackwood e M. R. James, scrittori horror della fin de siècle noti per il contenuto cosmico e soprannaturale delle loro opere e le conseguenti implicazioni nelle stesse, ed infine i filosofi esistenzialisti Arthur Schopenhauer e Peter Wessel Zapffe.
Dopo sei anni, nel 1981, riesce a far pubblicare da una rivista il suo racconto di esordio, The Chymist. Seguiranno le pubblicazioni di svariate raccolte quali I canti di un sognatore morto del 1986; Lo scriba macabro del 1991; Nottuario del 1994, fino alla raccolta che comprende tutte e tre le precedenti, The Nightmare Factory del 1996, con la quale vince il suo primo Premio Bram Stoker per la migliore raccolta di racconti.
Nel 2002 pubblica quello che è il primo esperimento di racconto lungo ai limiti del romanzo, My Work Is Not Yet Done, che gli permetterà di vincere altri premi letterari. Poi è il turno dei "macabri versi" di Death Poems (2004), fino all'ultima raccolta di racconti; Teatro Grottesco nel 2006. Dopo una lunga pausa narrativa nel 2010 pubblica il suo primo saggio, La cospirazione contro la razza umana, dove esprime tutto il suo pensiero filosofico pessimista, nichilista e antinatalista.
Nel 2014 la serie televisiva HBO True Detective del produttore Nic Pizzolatto attira l'attenzione sulle opere di Ligotti per via dei dialoghi di uno dei protagonisti della serie, Rust Cohle (interpretato da Matthew McConaughey), che per le proprie riflessioni esistenziali e antinatalistiche rimandano al suo saggio La cospirazione contro la razza umana, tanto che si arriva a vociferare di plagio, poi smentito dallo stesso produttore che ha citato Ligotti assieme a Eugene Thacker ed altri come principali riferimenti letterari per la sceneggiatura della serie.
Nel luglio del 2015 il saggio Born to Fear: Interviews with Thomas Ligotti, a cura di Matt Cardin, è stato annunciato tra i candidati del Premio World Fantasy.

### Vita privata
Ligotti, di natura schiva e riservata, si è reso un "personaggio misterioso" nel corso degli anni, evitando sistematicamente qualsiasi apparizione pubblica tanto da far dubitare della sua reale esistenza fisica. Questo suo comportamento è dovuto, secondo una confessione che lo scrittore ha rilasciato in una delle sue rare interviste, alle patologie depressive croniche da cui è affetto da molti anni, caratterizzate da ansia, anedonia e attacchi di panico. Di lui esistono comunque alcune fotografie pubbliche autorizzate.
Nel 2011 Ligotti rilascia una seconda intervista, in cui rivela di essere stato un appassionato di diversi sport da bambino e di aver iniziato a leggere libri solo dopo essere diventato agorafobico; ha proseguito dicendo di aver sperimentato con le droghe e la musica rock, e di aver subito un esaurimento nervoso all'età di diciassette anni. Da adolescente ha frequentato una scuola cattolica, e ha affermato di essere stato un "fanatico religioso" per tutti gli anni del suo percorso scolastico. In particolare Ligotti ha raccontato che durante il liceo si sentiva obbligato a recitare centinaia di preghiere ogni giorno, (un comportamento di tipo ossessivo-compulsivo denominato scrupolosità), i suoi incubi erano sempre incentrati sul finire all'inferno e che ancora oggi durante i suoi attacchi di panico gli capita di tornare ad avere la stessa paura.

## Pensiero
Ligotti ha dichiarato di considerarsi un pessimista e un antinatalista, ma ha negato di essere un nichilista, sebbene la critica lo descriva come tale, e si identifica politicamente come socialista.
(da La cospirazione contro la razza umana, traduzione di Luca Fusari, Il Saggiatore, 2016, pp. 43-44)

Riguardo alla questione del suicidio sostiene che non sia l'opzione primaria del proprio pessimismo: 
(op. cit.)

## Collaborazioni musicali
Ligotti ha collaborato con il gruppo musicale dei Current 93 per gli album In a Foreign Town, In a Foreign Land (1997, ristampato nel 2002), I Have a Special Plan for This World (2000), This Degenerate Little Town (2001) e The Unholy City (2003), tutti pubblicati dall'etichetta Durtro di David Tibet. Tibet ha inoltre pubblicato alcune edizioni limitate dei libri dell'autore per la sua Durtro Press. Inoltre Ligotti ha suonato la chitarra per i Current 93 contribuendo alla compilation Foxtrot, a scopo di raccogliere proventi necessari per il trattamento dell'alcolismo del musicista John Balance.

## Giudizi della critica
Secondo quanto riporta Matt Cardin, è considerato una figura di culto per l'influenza delle sue opere nella cultura di massa. Le sue opere sono state notate per il fatto di essere radicate in diversi generi letterari – principalmente weird e dark fantasy – e nel complesso sono state descritte dal critico letterario S. T. Joshi come "horror filosofico", spesso scritte in forma di racconti brevi e romanzi, somiglianti alla letteratura gotica. La visione del mondo abbracciata da Ligotti, e che caratterizza tutta la sua produzione narrativa e saggistica, è stata descritta come profondamente pessimista e nichilista. Il Washington Post lo ha definito "il segreto meglio custodito" della letteratura horror contemporanea.

## Opere

### Narrativa e saggistica
- I canti di un sognatore morto (Songs of a Dead Dreamer, 1989) (Edizione in lingua italiana: Biblioteca di Nova SF* 27, Elara libri, 2007)[14]
- Lo Scriba Macabro (Grimscribe: His Lives and Works,1991) (Edizione in lingua italiana: Libra Fantastica 11, Elara libri, 2015)
- Nottuario (Noctuary, 1994) (Edizione in lingua italiana: il Saggiatore, 2017)
- La Straziante Resurrezione di Victor Frankenstein (The Agonizing Resurrection of Victor Frankenstein and Other Gothic Tales, 1994) (Edizione in lingua italiana: il Saggiatore, 2018)
- The Nightmare Factory (1996).
- In a Foreign Town, in a Foreign Land (1997, accompanying CD by Current 93)
- I Have a Special Plan for This World (2000, accompanying CD by Current 93)
- This Degenerate Little Town (2001, accompanying CD by Current 93)
- Il mio lavoro non è ancora finito (My Work Is Not Yet Done: Three Tales of Corporate Horror, 2002) (Edizione in lingua italiana: il Saggiatore, 2020)
- Crampton: A Screenplay (2003, con Brandon Trenz)
- Sideshow, and Other Stories (2003)
- Death Poems (2004)
- The Shadow at the Bottom of the World (2005)
- Teatro Grottesco (2006, ristampato nel 2008) (Edizione in lingua italiana: il Saggiatore, 2015)
- La Cospirazione contro la Razza Umana (The Conspiracy against the Human Race, 2010) (Edizione in lingua italiana: il Saggiatore, 2016)
- Il Nesso Spettrale (The Spectral Link, 2014) (Edizione in lingua italiana: il Saggiatore, 2023)
- Nato nella Paura. Letteratura, Orrore, Esistenza (Born to Fear: Interviews with Thomas Ligotti (2014), di Matt Cardin) (Edizione in lingua italiana: il Saggiatore, 2019)

### Fumetti
- La fabbrica degli incubi (The Nightmare Factory, 2007) (Edizione italiana:Free Books, 2008)
- The Nightmare Factory Vol. 2 (2008)

### Adattamenti cinematografici
- The Frolic (cortometraggio, 2007)[15]
- In a Foreign Town (cortometraggio, 2018)[16]

## Premi e riconoscimenti
- 1991: Nomination al Premio World Fantasy per il miglior racconto: L'ultimo banchetto di Arlecchino (The Last Feast of Harlequin)[17]
- 1992: Nomination al Premio World Fantasy per la miglior raccolta narrativa: Lo Scriba Macabro (Grimscribe: His Lives and Works)
- 1995: Nomination al Premio Bram Stoker per il miglior Racconto: Il Villino (The Bungalow House)
- 1996: Premio Bram Stoker per la miglior Raccolta narrativa: The Nightmare Factory[18]
- 1996: Premio Bram Stoker per il miglior Racconto lungo: La Torre Rossa (The Red Tower)
- 1997: Nomination al Premio World Fantasy per la miglior raccolta narrativa: The Nightmare Factory
- 1997: British Fantasy Awards per la categoria Anthology/Collection: The Nightmare Factory[19]
- 2002: Premio Bram Stoker per il miglior Racconto lungo: My Work Is Not Yet Done
- 2002: International Horror Guild Award per la categoria Long Form: My Work Is Not Yet Done
- 2007: International Horror Guild Award per la categoria Illustrated Narrative: La Fabbrica degli Incubi (The Nightmare Factory)
- 2010: Nomination al Premio Bram Stoker per il miglior Saggio: La Cospirazione contro la Razza Umana (The Conspiracy Against the Human Race)
- 2015: World SF Premio Italia per il miglior Romanzo o antologia personale internazionale: Lo Scriba Macabro[20]
- 2019: Premio Bram Stoker Premio alla carriera